# 沃爾沃PV444/544
沃尔沃PV是沃爾沃汽車於1947年至1965年製造的两门四座汽车。沃爾沃於1944年9月首先推出PV444，並於1947年開始生產PV444。PV444是第一辆小型沃尔沃汽车。沃尔沃汽车於1958年8月又推出PV444後續的車型PV544。